# HHVM
HHVM односно HipHop Virtual Machine је виртуелна машина који извршава PHP програмски кôд. Аутор HHVM-a је компанија Фејсбук, која је изворни кôд учинила доступним на GitHub. HHVM је лиценциран под две лиценце: PHP и Zend лиценцом.

## HHVM и Викимедија
До 2014. године странице Викимедије и осталих пројеката Викимедије биле су послуживане путем 'PHP интерпретатора', како се најчешће назива, а од 2014. године послужитељи Викимедије изводе медијавики софтвер на HipHop виртуелним машинама. Разлог је једноставан и очит, двоструко до троструко убрзање сниманја страница Викимедије.